# Tjekkoslovakiets fodboldlandshold
Tjekkoslovakiets fodboldlandshold (tjekkisk: Československá fotbalová reprezentace, slovakisk: Česko-slovenské národné futbalové mužstvo) var det nationale fodboldhold i Tjekkoslovakiet, og landsholdet blev administreret af Československý fotbalový svaz. Holdet deltog i VM otte gange og i EM tre gange.
| Fodbold | Spire Denne artikel om et fodboldlandshold er en spire som bør udbygges. Du er velkommen til at hjælpe Wikipedia ved at udvide den. |

|  | Infoboks uden skabelon Denne artikel har en infoboks dannet af en tabel eller tilsvarende. |